# Fanny Price
Fanny Price è un personaggio letterario creato dalla scrittrice inglese Jane Austen. Protagonista del romanzo Mansfield Park pubblicato nel 1814, non presenta che pochi di quei tratti del carattere che ci si aspetta dall'eroina di un romanzo e che possiedono, in modo diverso, le protagoniste femminili create precedentemente dalla Austen: intelligenza, audacia, energia. Lei invece è fragile, timida, silenziosa, vulnerabile, cosa che non le impedisce di mostrare, al di là della dolcezza e della docilità, determinazione e un costante rifiuto al compromesso. Nata in una famiglia povera benché cresciuta da parenti facoltosi che le fanno talvolta pesare di averla accolta per carità, si mostra riconoscente per ogni segno d'affetto nei suoi confronti. Persuasa della propria inferiorità, accetta la sua situazione senza ribellarsi anche se ne soffre, e si costringe a un atteggiamento di umiltà senza agire ma senza neanche fare passi falsi.
La sua passività e la sua moralità integerrima ne fanno un'eroina sensibile poco adatta a incantare il lettore, bensì un personaggio impopolare e controverso. Alcuni critici si chiedono per quale motivo Jane Austen abbia voluto porre al centro del suo romanzo un'eroina così monotona, quando Mansfield Park è generalmente considerato come la sua opera più profonda e più completa. Ma in un mondo in pieno sconvolgimento, all'alba della rivoluzione industriale che trasformerà profondamente la società britannica, Fanny Price, salvando Mansfield Park dalla decadenza e dalla rovina morale, simboleggia la tranquilla resistenza degli antichi valori stoici dell'Inghilterra rurale.

## Genesi del personaggio
Fanny Price fa parte di quelle eroine che rappresentano l'ideale femminile della virtù domestica, e diverse sono le figure che, nella mente della Austen, l'hanno ispirata.
Ha la riservatezza, la pietà e il «delicato pudore» di Lucilla, la figlia del virtuoso Stanley, che Hannah More descrive nel 1808 in Coelebs in Search of a Wife. Inoltre la sua storia riprende quella di Harriet Byron, il personaggio femminile di The History of Sir Charles Grandison, il romanzo di Samuel Richardson che la Austen amava e conosceva praticamente a memoria: adottata da una ricca famiglia, perseguitata dalle attenzioni di un personaggio (Sir Hargrave Pollexfen) che giudica immorale, Harriet è innamorata di Charles Grandison che si è promesso a un'altra (un'italiana cattolica che alla fine si rifiuterà di sposare un anglicano) prima di tornare da lei.
Infine, Jane Austen le ha dato il nome della «casta e affascinante» Fanny Price della quale parla George Crabbe alla fine di Matrimoni, seconda parte di The Parish Register, un lungo poema del 1807. La protagonista resiste ai tentativi di seduzione di un libertino gran parolaio, Sir Edward Archer, che le propone una vita di lussi e di voluttà.
Fanny preannuncia le eroine virtuose che soffrono in silenzio dell'Età vittoriana, quelle giovani donne docili e modeste, sminuite ai loro propri occhi, come la luminosa Agnes Wickfield del David Copperfield (1849-1850) ed Esther Summerson, la narratrice secondaria di Bleak House (1852-1853), entrambi romanzi di Dickens, l'infelice e stoica Sonia Rostov di Guerra e Pace (1865-1869), o ancora la sposa ideale, devota e dedita all'abnegazione del poema di Coventry Patmore, L'Angelo in casa (1854-1862). In effetti lei non ha alcun rapporto con le altre eroine austeniane, a parte, forse, la discreta Anne Elliot; e, contrariamente alle altre sue creature, Jane Austen non lascia alcun commento su Fanny Price, né nella corrispondenza che ci è pervenuta né attraverso le confidenze ai suoi amici.

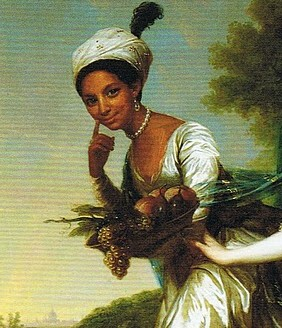
Dido Elizabeth Belle, della quale il posto nella famiglia di Lord Mansfield ricorda quella di Fanny Price coi Bertram.

Ciononostante, per la studiosa Christine Kenyon Jones, la situazione di Fanny Price, cresciuta nella carità dello zio Bertram, ricorda stranamente quella della mulatta Dido Elizabeth Belle (1761-1804), figlia naturale di John Lindsay, un nipote di Lord Mansfield, cresciuta a Kenwood House (Hampstead) dal prozio Mansfield, così come Lady Elizabeth Murray (1760-1825), figlia del suo erede, il nipote David Murray, VII visconte di Stormont , quella di Mary Crawford. Come Fanny, Dido occupa una posizione ambigua, interamente dipendente dalle buone intenzioni e dall'affetto degli altri membri della famiglia. Jane Austen ebbe l'occasione di incontrare Elizabeth Murray, divenuta Lady Finch-Hatton dopo il suo matrimonio (secondo la sua corrispondenza tra il 1805 e il 1813), all'epoca in cui abitava nel Kent, dove viveva anche Edward Knight, il fratello di Jane. La celebrazione del bicentenario dell'abolizione della tratta degli schiavi nel 2007 ha riportato alla luce la figura di Dido Belle e la sua storia personale.

## Ritratto

### Elementi biografici
Fanny Price è la più grande delle figlie della famiglia Price (la madre, Frances, la più giovane delle signorine Ward, ha sposato un tenente della Royal Marines senza un soldo col quale ha avuto dieci figli). Quando compie dieci anni, Fanny lascia Portsmouth e va a vivere nel Northamptonshire, a Mansfield Park, presso il ricco Sir Thomas Bertram (che ha sposato la deliziosa Maria Ward), su consiglio di Mrs Norris, la più anziana delle sorelle della madre, perdendo ogni contatto con la sua famiglia.

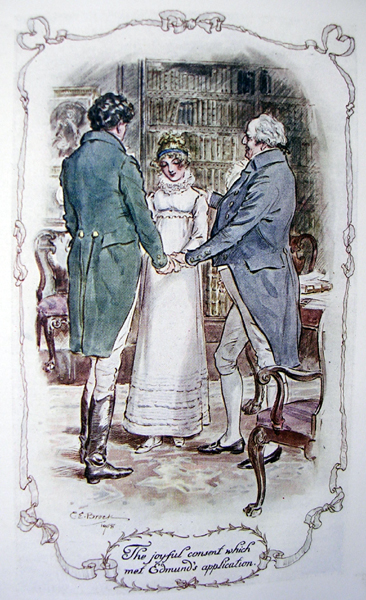
Sir Thomas approva il matrimonio tra Fanny e Edmund.

Timida, sensibile e di salute cagionevole, ella soffre a causa di questa separazione improvvisa; il fratello William, suo confidente e più grande di un anno, le manca enormemente, in questo ambiente beffardo, indifferente e ostile. Sir Thomas la terrorizza, l'altra zia Mrs Norris la tormenta, il cugino Tom la ignora e le cugine Maria e Julia, un po' più grandi di lei, guardano dall'alto questa bambina gracile, povera e ignorante. Fortunatamente, il cugino Edmund, di sedici anni, destinato alla carriera ecclesiastica, la prende sotto la propria protezione. Comincia mostrandosi gentile quando la vede piangere poco dopo il suo arrivo, e diventa per la bambina un fratello maggiore amato quanto William.
Riconoscente, devota, abituata a sacrificarsi, diventa la dama di compagnia della pacata zia Lady Bertram, che ne apprezza la pazienza e la disponibilità, e sopporta con una certa rassegnazione la rancorosa e ingiusta Mrs Norris. La sua posizione ambigua all'interno della famiglia fa di lei, nella prima parte del romanzo, un'osservatrice modesta e silenziosa, dal cuore affettuoso pieno di gratitudine. A diciotto anni, andatesene le cugine, diventa la giovane donna della casa, ma Sir Thomas (che le si è affezionato sempre più) prende molto male il suo rifiuto di sposare Henry Crawford, il libertino che, dopo aver cercato invano di sedurla, si è innamorato di lei, e lei soffre nel sentirsi trattare da ingrata e senza cuore.
Lo zio la manda per due mesi a Portsmouth, sperando di farla tornare sui propri passi. Lei è felice di rivedere la sua famiglia di origine, ma soffre a causa della mancanza di calore umano, dell'indifferenza e delle cattive condizioni della casa, trovando ciononostante affetto e comprensione nella sorella quattordicenne Susan. Solo dopo lo scandalo causato dall'adulterio di Maria e la fuga di Julia, Fanny viene richiamata a Mansfield, ora trattata da Sir Thomas come «la figlia del suo cuore», l'erede spirituale dei valori di Mansfield.
L'affetto fraterno che Fanny prova per suo cugino Edmund da quando lo ha incontrato si trasforma in un sentimento più profondo col passare degli anni, ma lei lo nasconde saggiamente, ben consapevole che la sua posizione sociale le impedisce di sperare nel matrimonio. Inoltre, lui è innamorato di Mary Crawford, e continua a considerare Fanny come una sorella e un'amica. Solo dopo la rottura con Mary ammetterà a se stesso «tutta la deliziosa, stupefacente verità» (« tell him the whole delightful and astonishing truth »).
Il romanzo si chiude con la visione quasi idilliaca della felicità dei due cugini che sognano di vivere nel confortevole presbiterio di Mansfield liberato dalla morte del suo proprietario, quando erano ormai «sposi abbastanza a lungo da desiderare un aumento di rendita» (ovvero desiderare di creare una famiglia).

### Descrizione fisica

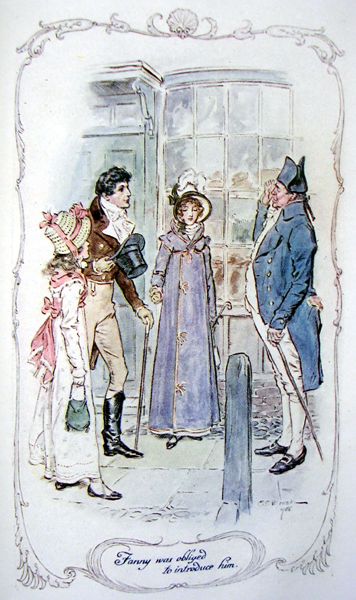
Henry Crawford accompagna Fanny e Susan nella High Street di Portsmouth dove incontrano Mr Price.

Come per gli altri suoi personaggi, Jane Austen dona poche descrizioni fisiche, ma sappiamo che a dieci anni Fanny è piccola per la sua età e non particolarmente carina; ha la carnagione spenta e la sua timidezza la blocca, ma ha una voce dolce e si esprime bene. Quando il lettore scopre, durante il ritorno di Fanny a Portsmouth, la piccola casa dei Price, umida, mal maltenuta, piena di rumori e confusione, comprende velocemente che Fanny, nata in una famiglia numerosa e dai mezzi limitati, con un padre «ribelle per natura», una madre piagnucolosa e inefficiente, affaticata da gravidanze troppo numerose e troppo ravvicinate, nella sua infanzia non ha potuto beneficiare di buone condizioni sanitarie e affettive. Accanto ai suoi cugini, alti, belli e sprizzanti salute, appare pallida, cagionevole, stanca e obbligata a fare dell'esercizio per rinforzare la salute fisica.
Le allusioni alla sua salute cagionevole sono numerose, fatte in genere da Edmund, l'unico che sembra preoccuparsene, per esempio quando la morte del vecchio pony grigio la priva delle sue uscite quotidiane, o a Sotherton, nel corso della passeggiata nel parco. Fanny soffre di mal di testa, in particolare nelle giornate estive quando, privata dalla giumenta del cugino che cavalca abitualmente (perché lui l'ha prestata a Mary Crawford), è abbandonata alle cure dell'infaticabile (e odiosa) zia Norris. Questa fragilità fisica è il corollario e il simbolo dell'inferiorità sociale di Fanny. Si manifesta inoltre come reazione alle situazioni che la turbano, a cambiamenti delle sue abitudini che le ricordano la sua inferiorità. Alcuni critici paragonano la sua debolezza all'anemia ipocromica, la «malattia verde» o morbus virgineus (malattia delle vergini) già descritta da Johann Lange nel XVI Secolo, un'anemia dovuta alla carenza di ferro, frequente nel XVIII Secolo e nel XIX secolo nelle giovani donne di fragile costituzione e confinate in casa, e che all'epoca si immaginava fosse legata alla pubertà tardiva, l'amenorrea, ossia la frustrazione sessuale come asserisce Akiko Takei.
Quando Fanny raggiunge i diciotto anni, il suo cambiamento fisico viene notato dallo zio Thomas di ritorno dalle Antille, il quale trova che si sia fatta più carina. Anche Henry Crawford se ne accorge, la trova ora assolutamente splendida, ammirando la facilità ad arrossire della sua dolce pelle (segno di innocenza virginale e pudore) e dichiarando calorosamente che: «la sua aria, il suo modo di fare, il suo tout ensemble, sono così indicibilmente migliorati! Dev'essere cresciuta almeno di due pollici da ottobre a oggi». Come il brutto anatroccolo divenuto cigno, Fanny è uscita dall'età più difficile ed è sbocciata, giovane donna in piena forma fisica e morale.
Ma il suo stato peggiora nuovamente sotto la pressione fattale affinché sposi Henry Crawford, e durante i tre mesi d'esilio a Portsmouth, dove, oltre alle cattive condizioni dell'alloggio, manca di esercizio e appetito, e si sente affaticata al punto di essere felice di potersi sostenere al braccio dello stesso Crawford per una lunga passeggiata domenicale, l'unica della settimana. Ma anche qui, la fatica fisica, con quel pallore notato da Henry, è la manifestazione dello spossamento morale e psicologico che subisce in quella casa chiassosa e maltenuta dove inizia ad appassire. Il solo sapere che Edmund verrà a prenderla, che potrà lasciare Portsmouth il giorno successivo per ritornare a Mansfield Park, è un potente tonico che la immerge in una gioia deliziosa e le abbraccia il cuore.
Non ci sono altri riferimenti al suo aspetto fisico, tranne alla fine, quando Edmund si lascia infine affascinare da «tutti i suoi sorrisi» e i suoi «dolci occhi chiari».

### Elementi del carattere

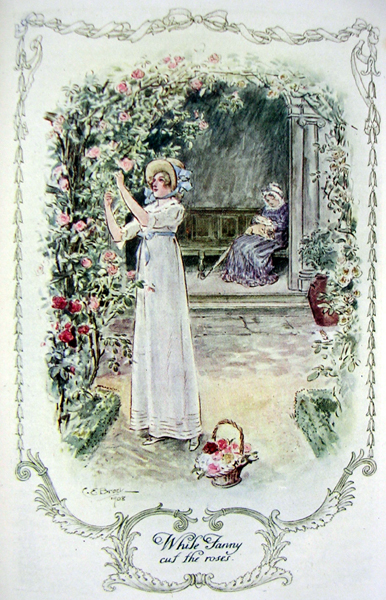
Alla richiesta di sua zia Bertram, Fanny coglie le ultime rose, in pieno calore (C. E. Brock, 1908).

Durante sua infanzia, a disagio nella grande casa estranea, in un ambiente indifferente e ostile la cosa che la tormenta di più è sentirsi un'ingrata perché non riesce a essere felice con dei parenti così caritatevoli. Il lettore comprende subito che non è né egoista né ipocrita, qualsiasi cosa ne dica la tremenda zia Norris, bensì affettuosa e desiderosa di soddisfare tutti, tanto che si piega in silenzio alle esigenze talvolta contraddittorie degli uni e degli altri, cosa che fa di lei un personaggio in apparenza scialba e inconsistente.
Fanny segue le lezioni di Miss Lee, come le sue cugine, ma viene trattata da parente povera da Mrs Norris che passa il proprio tempo a umiliarla e ricordarle che deve tutto alla generosità dei Bertram. Raramente invitata a prendere parte alle conversazioni e ai «festeggiamenti», preferisce restarsene in disparte, modesta e silenziosa. Chiusa in se stessa, non osa esprimersi in pubblico, riservando le proprie riflessioni e le proprie critiche a Edmund, il solo ad aver compreso il valore delle sue qualità morali e intellettuali. Malgrado il suo buon senso critico e la sua rettitudine morale, che l'aiutano ad avere nei confronti delle persone e delle situazioni un giudizio certo, è talmente persuasa di essere insignificante e senza qualità da avere la tendenza a denigrarsi. Il minimo segno di attenzione la rende felice e riconoscente, come l'intenzione della zia Bertram di mandarle la propria domestica per aiutarla a prepararsi per il ballo, la carrozza che Sir Thomas fa chiamare per condurla al presbiterio o il fuoco che lui ordina di accendere nella stanza dell'Est, quando si rende conto che non è mai riscaldata, anche se l'ha indisposto rifiutando Henry Crawford.
L'unico posto dove si sente se stessa è proprio la sua vecchia sala delle lezioni chiamata la stanza dell'Est (East room) da Maria. Questa piccola stanza abbandonata e che lei a poco a poco ha reso sua, è diventata il suo «angolo di conforto». Vi si ritira per riflettere (camminandoci), leggere, meditare. La sua sensibilità si riflette nella sistemazione di questo rifugio. Lei vi ripone i suoi vasi di fiori, i suoi libri «che ha cominciato a collezionare dal momento in cui ha potuto disporre di uno scellino», il suo scrittoio, le opere di beneficenza, i ricordi della sua infanzia, i regali dei cugini, che sono da un lato gli archivi di Mansfield Park e dall'altro il suo personale kit di sopravvivenza. Tra i disegni affissi sulle pareti la narratrice segnala una collezione di ritratti in silhouette della famiglia, un disegno naïf di H.M.S Antwerp inviato da William, e, su un vetro, una riproduzione in trasparenza di Tintern Abbey. La vecchia sala delle lezioni sembra giocare per lei lo stesso ruolo dei dintorni di Tintern Abbey per Wordsworth: è un luogo di raccoglimento, dove tutto è o ricorda un amico, e dove anche i ricordi più tristi, grazie alla patina del tempo, hanno un fascino malinconico.
Di temperamento solitario e sensibile, è una grande lettrice, che apprezza particolarmente la poesia. Legge William Cowper, un poeta che Jane Austen amava molto, al punto da poterlo citare quando apprende che il viale delle vecchie querce a Sotherton rischia di essere abbattuto, mormorando a Edmund un verso di un lungo poema Le Sofa: «Oh voi, viali abbattuti / una volta di più lamento / il vostro immeritato destino». Ha letto anche Walter Scott in quanto, visitando la cappella di Sotherton, che non immaginava fosse così semplicemente e freddamente funzionale, evoca la descrizione di Melrose Abbey sotto la luna, nel secondo canto di The Lay of the Last Minstrel (1805), con «gli stendardi gonfiati dal vento notturno dei cieli». Sul suo tavolo, tra altri volumi (tra cui The Idler di Samuel Johnson), Edmund vi trova Tales in Verse pubblicato nel 1812 da George Crabbe, un altro poeta che Jane Austen apprezzava particolarmente.
Ma Fanny è, come i suoi poeti prediletti, sensibile al lirismo della natura, che sia la bellezza di una notte stellata (soprattutto se Edmund, che le ha insegnato a riconoscere le costellazioni, è accanto a lei per ammirarla), o una passeggiata solitaria a cavallo col fresco di un mattino d'estate, o ancora l'alta marea a Portsmouth, che qui «danza gioiosamente frangendosi sonora contro i bastioni».

## Ascensione sociale e perfezionamento morale
Tre passaggi marcano l'ascensione sociale di Fanny: gli anni di studio (dai 10 ai 18 anni); l'ingresso in società al ritorno di Sir Thomas seguito dall'esilio a Portsmouth come punizione per aver rifiutato di piegarsi ai desideri del suo entourage; infine il ritorno a Mansfield Park come donna della casa riconosciuta come l'unica vera erede dei valori rappresentati dalla tenuta.

### Primi anni

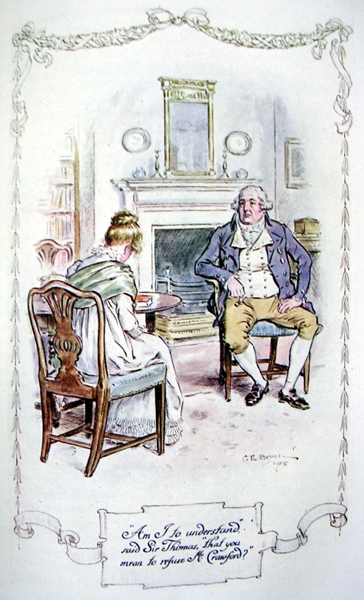
Serve molto coraggio a Fanny per affrontare la collera di suo zio (C. E. Brock, 1908).

I primi tre capitoli che descrivono i sei anni di Fanny a Mansfield Park fino alla partenza di Sir Thomas e Tom ad Antigua, rientrano nel romanzo di formazione. Sradicata brutalmente da una famiglia numerosa e povera di Portsmouth, dove si occupava teneramente dei fratelli e delle sorelle più giovani, verso una dimora imponente e sontuosa dove viene trattata da parente povera dalla famiglia e derisa dai domestici, Fanny è svantaggiata dalla sua timidezza, dall'estrema sensibilità, la fragilità fisica e l'imbarazzo di fronte ai cugini perfettamente sicuri di sé. Deve imparare ad adattarsi allo stile di vita e agli abitanti di Mansfield, domare le paure, ingoiare le lacrime, farsi posto e soprattutto non rimpiangere la casa che ha dovuto lasciare. La gentilezza di Edmund, che l'ascolta e l'aiuta dandole consigli, consolazioni e incoraggiamenti, le permette di riconciliarsi rapidamente con la sua nuova vita e di non sentirsi troppo ferita dalle frequenti e a volte involontarie umiliazioni.
Fino al ritorno di Sir Thomas e il matrimonio di Maria, lo status di Fanny resta ambiguo. A 17 anni non partecipa a nessuna delle feste organizzate dai vicini e alle quali i suoi cugini vengono invitati, contenta di prendere accanto alla zia Bertram il posto di damigella di compagnia prima occupato da Miss Lee, la governante: legge per lei, sbroglia le matasse del suo interminabile ricamo e intrattiene la conversazione. Bisogna che Edmund si sacrifichi lasciandole il suo cavallo affinché possa riprendere quelle passeggiate di cui ha bisogno per la sua salute, perché non è possibile averne uno suo, come è concesso invece alle cugine. Col leitmotiv «Fanny deve avere un cavallo», Edmund trova il modo di offrirle la possessione di fatto di una giumenta, regalo del quale lei conosce il valore e che crea in lei dei potenti sentimenti di rispetto e gratitudine, aumentando la stima e la tenerezza che già prova per suo cugino.
La discrezione e il silenzio di Fanny rendono perplessa Mary Crawford quando fa la sua conoscenza: Fanny è stata introdotta in società? Domanda essenziale in un'epoca in cui ciò serviva prima di tutto a trovare marito, come mostrano anche le riflessioni di Lady Catherine in Orgoglio e pregiudizio. Ma Fanny, benché partecipi alla vita sociale di Mansfield, non ne è totalmente coinvolta, resta in disparte, come dimostra la situazione della piccola stanza non riscaldata, quella East room, all'estremità della casa, dove lei si ritira spesso.

### Le tappe del riconoscimento sociale
Il ritorno di Sir Thomas rende la sua situazione più chiara. Edmund sottolinea il comportamento irreprensibile e il valore morale di Fanny evocando con suo padre le sue reticenze riguardo alla rappresentazione teatrale: «l'unica che ha giudicato rettamente dal principio alla fine, l'unica che sia stata coerente. Il suo parere è stato contrario fin dal primo momento. Non ha mai cessato di considerare quello che era dovuto a Lei, signore. Troverà che Fanny in tutto si è comportata come Lei poteva desiderare». Comincia a rappresentare la coscienza del mondo in cui vive, con una posizione privilegiata, in disparte, che le permette di vederne i cambiamenti di coloro che lo abitano. Partite le ragazze Bertram, guadagna un posto più importante nella famiglia, e Sir Thomas la tratta ora come una di loro: è diventata graziosa, è ben educata e modesta, gli fa onore.
Fanny ha avuto bisogno di molto coraggio per resistere alla delusione e alla collera di suo zio di fronte al suo rifiuto di sposare Crawford. È inoltre ferita nel rendersi conto che lui la considera un'«egoista» e un'«ingrata» senza cuore che rifiuta di fare il proprio dovere, quando invece lei è piena di gratitudine nei suoi confronti perché ha evitato di parlarne con Mrs Norris e ha ordinato di riscaldare la stanza dell'Est. Certo, lui desidera quest'unione per le stesse ragioni mercenarie che l'hanno spinto a lasciare che Maria sposasse il ricco e sciocco Rushworth, ma Henry gli sembra un partito più che onorevole dal momento che gli avrebbe concesso volentieri la mano di Julia. E anche Edmund, che considera Henry come un amico, cerca di persuaderla, inconsapevole della sofferenza morale e degli sforzi spossanti che le richiede la sua resistenza passiva.
Il suo esilio a Portsmouth, oltre a farle comprendere quanto è ormai legata a Mansfield Park, permette di mettere in evidenza la sua vera natura. Il «compito» di Fanny, per riprendere il titolo del poema di Cowper, è di creare un focolare piacevole e armonioso intorno a sé, come cerca di fare timidamente a Portsmouth per sua sorella Susan, trasformando la stanza comune, dove si rifugiano per cucire e leggere, in una pallida imitazione della sua stanza dell'Est. Di ritorno a Mansfield, Fanny diventa il centro della stabilità dei suoi abitanti turbati e confusi: Lady Bertram, che le si getta al collo dal sollievo, Sir Thomas, demoralizzato di fronte al fallimento nell'educazione delle figlie, Edmund, devastato dalla scoperta dell'immoralità di quella Mary che voleva conquistare: tutti contano su di lei per ritrovare la serenità. Fanny è colei che aiuta il prossimo a ritrovare la salute morale: si occupa di Lady Bertram, conforta suo zio, ascolta Edmund, per il quale «l'amicizia di Fanny era l'unica cosa alla quale potesse aggrapparsi». Non resta che Mrs Norris ad accusarla, prima di lasciare Mansfield Park, di essere un «demone malefico». La zia Norris non ha torto in fondo, lei è davvero uno spirito potente a Mansfield Park, ma uno spirito buono, quello che ridona fiducia e speranza al prossimo.

## Fanny Price e Mary Crawford

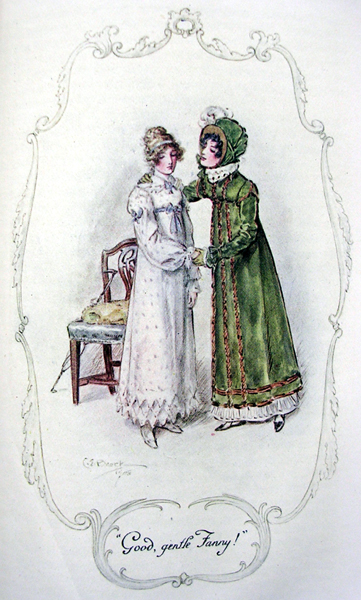
Mary dice addio a Fanny

Nella maggior parte dei suoi romanzi, Jane Austen descrive personaggi di carattere opposto ma complementari, uno vivace e l'altro tranquillo. In Ragione e sentimento e Orgoglio e pregiudizio, le coppie femminili sono rappresentate da due sorelle molto unite: la razionale Elinor e la romantica Marianne, la dolce Jane e l'impetuosa Elizabeth, senza alcuna rivalità tra di loro. In Mansfield Park, l'opposizione è tra Fanny Price e Mary Crawford, rivali di fatto per l'amore di Edmund Bertram per il quale sono «le due persone che ho più care al mondo».
Anche se Fanny è la protagonista, è Mary Crawford, unione di Elizabeth Bennet e Marianne Dashwood, il personaggio femminile più seducente, il più simile all'autrice, con la sua vivacità di spirito, la sua generosità, il piacere della musica. Non c'è quindi da stupirsi che Edmund sia «pieno di ammirazione per i suoi innumerevoli pregi» che egli riconduce ingenuamente ai «suoi modi attraenti fino al suo incedere leggero e grazioso», e che debba imparare ad amare la vera eroina. In questo romanzo, in effetti, a differenza dei due precedenti, non sono i personaggi femminili ad evolversi e migliorare, ma quelli maschili: Edmund, Tom et Sir Thomas, e in una certa misura anche Henry Crawford.
Ciononostante l'autrice riunisce spesso Fanny et Mary, come per aiutare il lettore a scegliere la donna più adatta ad essere moglie di un clergyman: sottolinea gli effetti di una cattiva educazione su di un cuore eccellente e rivela i difetti di Mary Crawford, dei quali Fanny è consapevole, ma che Edmund, accecato dall'amore, non vede. Intelligente ma superficiale e sensibile solo alle apparenze, non ha alcuna vita interiore, alcun gusto per la meditazione o la riflessione personale, alcuna consapevolezza di sé. Inoltre non sopporta né la calma né l'assenza di distrazioni: galoppa dalla sua seconda lezione di equitazione, afferma che «riposarsi la stanca». Si dimostra egoista e ambiziosa. Inoltre, scettica e materialista, ha una morale piuttosto elastica: è «una sorella compiacente» nei riguardi del fratello Henry ma «negligente in quanto donna e amica». Chiamata a giustificare la sua opinione sfavorevole riguardo alla carriera ecclesiastica che Edmund si appresta ad abbracciare, afferma con leggerezza che «quando un'opinione è diffusa, di solito è giusta», senza cercare di verificarne il fondamento. Tutto il contrario di Fanny Price.

In diverse occasioni, le loro differenze di carattere sono messe in evidenza. La prima volta è nel salone di Mansfield Park. Edmund è seduto tra loro due e la conversazione verte sulla trasformazione di Sotherton: Fanny si preoccupa della sparizione programmata del grande viale fiancheggiato da vecchi alberi, Mary si preoccupa solo dell'aspetto della dimora. Tanto Fanny pensa a come sarebbe piacevole assistere al processo di abbellimento dei giardini, quanto Mary preferirebbe venirci una volta terminato il tutto, senza che se ne debba preoccupare. La stessa conversazione è ripresa tra loro due a proposito del boschetto del presbiterio di Mansfield, dove Fanny si meraviglia di come sia cambiato in tre anni mentre Mary non pensa che a se stessa, affermando che lei non ci trova nulla di speciale se non il fatto che lei ci si trova, e si rallegra del matrimonio di Maria che considera un «beneficio pubblico», per la vita sociale che non mancherà certo nella regione. Il passaggio più esplicito si ha quando vanno a Sotherton, nel calesse di Henry, spiando entrambe Edmund che le segue a cavallo, e che la narratrice così descrive: 

## Stesura del romanzo

### Primi approcci
Per dare vita e sostanza al suo personaggio, Jane Austen non segue lo stesso procedimento del sue altre eroine, che sono presentate al lettore all'alba del loro ingresso nell'età adulta. Impiega, in questo caso, alcune tecniche del romanzo di formazione: l'evoluzione di un personaggio giovane, che deve imparare a vivere, fino alla sua maturità, nel quadro particolare del passaggio da un ambiente più o meno umile a un livello elevato della scala sociale (From rags to riches). Comincia con il farne l'oggetto anonimo del progetto di Mrs Norris di «vedere la povera Mrs Price completamente sollevata dal peso del mantenimento di uno dei suoi numerosissimi figlioli». Perché non prendersi cura della figlia più grande, di nove anni? Proposta subito approvata da Lady Bertram, ma a lungo contestata da suo marito che vuole che la differenza di posizione sociale resti comunque ben evidente, e accettata con gratitudine da Mrs Price che dà di sua figlia una descrizione succinta: «una bambina tranquilla e di ottima indole, ma di salute piuttosto delicata, alla quale gioverebbe un cambiamento d'aria» Il suo nome non è svelato che all'inizio del secondo capitolo, quando il suo arrivo mette fine alle supposizioni sul suo aspetto e il suo comportamento.
Qualche descrizione fisica e psicologica è fornita allora dalla scrittrice, che insiste sulla sua timidezza, il suo isolamento psichico e la solitudine morale della quale soffre il suo «piccolo cuore», fino all'intervento di Edmund, che scopre che lei ha «un cuore affettuoso e un grande desiderio di agire rettamente». Fino alla partenza di Sir Thomas, quando lei ha 16 anni, appare come una pedina, la parente povera sottomessa al volere degli altri, spaventata e trascurata, tranne che da Edmund, e non viene trattata come un membro effettivo della famiglia.

### La personalità di Fanny
Ciononostante, la personalità di Fanny emerge nei suoi discorsi (essenzialmente con Edmund) soprattutto nelle riflessioni che le sono attribuite, e progressivamente ampliate, man mano che la sua posizione nella famiglia si consolida. In effetti, la narrazione privilegia la visione di Fanny le cui riflessioni, che si confondano talvolta con le osservazioni della narratrice, sono svelate al lettore attraverso la narrazione, il discorso indiretto, spesso nella forma più morbida discorso indiretto libero.
Il lettore scopre così la gelosia che si risveglia in lei quando osserva da lontano Edmund dare a Mary la seconda lezione di equitazione e interpreta i gesti e la postura dei personaggi. La scena è interamente descritta dal suo punto di vista, accompagnata dalle sue ingenue riflessioni: certo, Edmund mostra la sua natura servizievole, ma è Henry che avrebbe dovuto insegnare a sua sorella l'equitazione. Così come il suo stupore nell'aver sentito Edmund giustificarsi della scelta di interpretare Anhalt: «Avrebbe recitato! Dopo tutte le sue obiezioni così giuste e così pubbliche [...] dopo tutto quello che gli aveva sentito dire e quello che sapeva dei suoi principi... Era possibile? Edmund così incoerente! Non stava ingannando se stesso? Non si sbagliava?» Un melange tra discorso narrativo e discorso indiretto libero nei commenti alle lettere di Mary: «Le prospettive di felicità per suo cugino peggioravano sempre più. Una donna che poteva parlare di lui commentandone solamente l'aspetto fisico! Che amore meschino! Sentirsi incoraggiata dalle lodi di una Mrs Fraser! Lei che lo aveva frequentato intimamente per la metà di un anno! Fanny si vergognava per lei».
Il suo monologo interiore è praticamente sempre in discorso diretto, con uno stile sfaccettato e un tono appassionato che permettono di rendersi conto dei suoi profondi sentimenti. Così, quando riceve a Portsmouth la lettera in cui Edmund afferma che Mary è «l'unica donna al mondo della quale io possa mai pensare di fare mia moglie», la commenta commenta con vigore e con una rabbia mista a dispiacere: «Non desidererò mai più ricevere altre lettere [...] è accecato e nulla gli aprirà gli occhi, nulla, potrà farlo dopo che per tanto tempo ha avuto, inutilmente, la verità davanti a sé... La sposerà e sarà povero e infelice. Dio non voglia che l'influenza di lei gli faccia perdere la sua rispettabilità!».

### Episodi simbolici

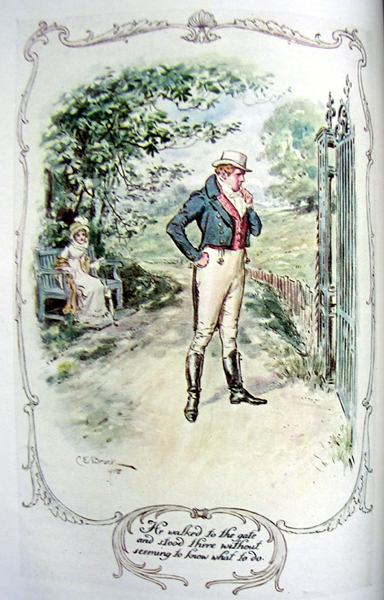
Mr Rushworth ritrova Fanny saggiamente seduta al suo posto mentre tutti gli altri se ne sono andati (C. E. Brock, 1908).

Gli aspetti del suo carattere sono messi in luce per il lettore attraverso i numerosi passaggi simbolici di cui il romanzo è intriso. Due in particolare, permettono di sottolineare come la coscienza morale di Fanny, al principio semplice testimone attenta ma passiva a Sotherton, diventi in seguito un'autorità morale indipendente quando si tratta di valutare il pericolo di mettere in scena una rappresentazione teatrale.

#### Il parco di Sotherton
Affaticata da una passeggiata lungo un sentiero serpeggiante del parco, e magari anche dalla conversazione tra Edmund et Mary (che, scioccata dallo scoprire che Edmund ha scelto di intraprendere la carriera ecclesiastica, cerca di dissuaderlo dalla scelta di una professione che lei non approva), Fanny desidera, quando arrivano alla fine del parco cintato, riposarsi su una panchina, dove la lasciano sola, volendo Mary continuare la passeggiata nel piccolo bosco selvaggio (wilderness).
Fanny vede arrivare Maria e i suoi due corteggiatori, Rushworth e Crawford. Maria, che vuole sentirsi più libera, manda Rushworth a prendere le chiavi del cancello che impedisce di passare nella parte veramente selvaggia, ma si fa aiutare da Henry Crawford per scavalcarlo e passare con lui dall'altra parte, facendo ironicamente notare a Fanny che ha cercato di dissuaderla che le punte della recinzione non le hanno nemmeno strappato il vestito. Molto tempo dopo, vede arrivare Julia, che scala anche lei il recinto, poi Rushworth, finalmente, che torna per aprire il cancello che supera a sua volta. Edmund e Mary, che avevano promesso di tornare presto, hanno abbandonato Fanny per più di un'ora e gli altri tornano malcontenti e insoddisfatti.
I diversi livelli di trasgressione corrispondono a quelli a cui i personaggi sono moralmente vicini. L'immobilità di Fanny simbolizza la sua fermezza morale, fermezza approvata dalla narratrice, che infatti non segue le vicende degli altri personaggi: il punto di vista resta quello di Fanny per tutta la durata della vicenda.

#### La rappresentazione teatrale
Fanny sente con gravità l'inadeguatezza di rappresentare la pièce di Elizabeth Inchbald Serments d'amoureux (Lovers' Vows), sicura che Sir Thomas non approverebbe e cosciente che ci sia qualcosa di sacrilego nel trasformare Mansfield Park in un teatro. Edmund ha lo stesso sentimento, ma non potendo contare né su sua madre né su sua zia, non riesce a opporsi a Maria, e soprattutto a Tom, forte del suo essere il fratello maggiore. Quindi tace, senza prendere le parti di Fanny, risoluta a non partecipare e nemmeno l'ingiusta accusa di ingratitudine di Mrs Norris. Il sentimento che inizia a provare per Mary Crawford attenua la sua coscienza morale. Accetta anche di compromettersi prendendo il ruolo di Anhalt per evitare l'ingresso di un estraneo nella famiglia. Ma quando cerca l'approvazione di Fanny, lei gliela nega e si accontenta di affermare che questo farà piacere a Mary, tenendo per sé le sue riflessioni amare di fronte al fallimento morale di colui che ama. Non nota neanche quello che solo Fanny ha intuito: il flirt tra Crawford e Maria, e la gelosia di Julia.

#### La croce d'ambra

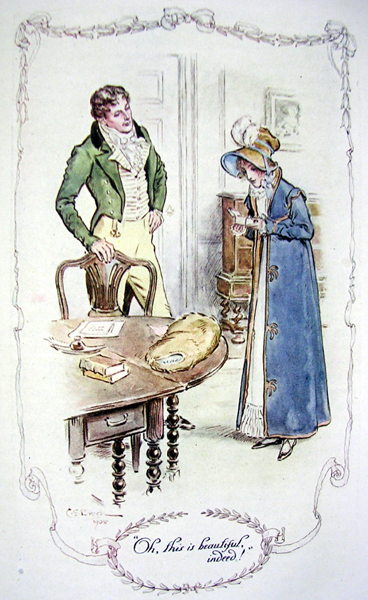
Edmund dona a Fanny una catena per la croce d'ambra donatale da William (C. E. Brock, 1908).

L'episodio della collana e della croce d'ambra mostra il modo di agire di Fanny per risolvere un problema morale e i conflitti di fedeltà.William, l'amato fratello marinaio venuto a Mansfield Park dopo sette anni in mare, le ha portato una piccola croce d'ambra, comprata in Sicilia, ma la sua misera paga non gli ha permesso di prendere anche una catena da portare al collo. Per il ballo donato in loro onore, Fanny si vede offrire con insistenza una delle sue collane da Mary Crawford (che è animata da secondi fini, come nota Janice Simpson, in quanto è proprio suo fratello Henry ad averla scelta per Fanny), e poco dopo una semplice catenina d'oro da Edmund.
Lieto della generosità di Mary, Edmund spinge Fanny ad accettare il regalo di Henry (come tenterà anche di persuaderla a sposarlo), infliggendole senza volerlo un duro colpo, rivelandole quanto tenga già a Mary. Ma, siccome la collana non passa nell'anello della croce, Fanny può quindi mettersi al collo, provando dolci sensazioni, la croce del fratello e la catena donatale da Edmund, che le dà il coraggio di portare anche la collana di Mary. Così apre il ballo che la introduce ufficialmente in società portando sul cuore il regalo delle due persone che lei ama di più.
La catena non è l'unico regalo che Edmund fa a Fanny. Infatti è accompagnata da una frase: «Mia cara Fanny, devi farmi il piacere di accettare...» che lei accoglie amorevolmente come un tesoro, decisa a combattere tutto ciò che vi è di eccessivo e di egoista ai suoi occhi nei suoi sentimenti per Edmund, in uno sforzo eroico di rinuncia e umiltà cristiane: «Sarebbe folle pensare a lui come Miss Crawford aveva il diritto di fare», ripetendosi che Edmund non poteva e non doveva essere per lei più di un amico. Come Elinor Dashwood, Fanny si dimostra determinata a controllare i suoi sentimenti, facendo appello al suo senso del dovere e alla ragione. La narratrice descrive con leggera ironia l'alto valore morale che la giovane innamorata conferisce a quest'affermazione e che ha anche «messo ordine nei suoi pensieri e confortato i suoi sentimenti con questa felice combinazione di razionalità e debolezza».

## Interpretazioni
Dall'uscita del romanzo, Fanny Price ha sconcertato, e continua a farlo. Ci si chiede sempre se Fanny è una specie di Cenerentola o una giovane donna senza carattere, uno spirito giusto o un personaggio profondo, e perché Jane Austen ha sentito il bisogno di creare nel 1813 questa eroina fragile e sottomessa, modello d'umiltà cristiana, la cui riservatezza, il modo di restare in disparte, come fosse invisibile, la rende così diversa dai suoi precedenti personaggi.

### Un'eroina incompresa

#### Prime impressioni
Tra coloro i quali l'autrice ha personalmente raccolto le impressioni, i giudizi sono opposti. Nella sua famiglia, la madre giudica Fanny insipida e la nipote Anna non riesce proprio a sopportarla, mentre Cassandra e Fanny Knight l'adorano e i suoi fratelli, Edward e Francis, l'apprezzano molto. Nella sua cerchia è lo stesso: alcuni lettori trovano i personaggi di Mansfield Park meno interessanti di quelli dei romanzi precedenti, Martha Lloyd è incantata da Fanny e Mrs Bramstone la trova molto naturale. Però non ci sono analisi critiche dell'epoca, né nel British Critic che nel Critical Review, e Walter Scott, nei suoi studi per Emma, nella Quaterly Review (1815) non ne fa menzione.
Bisognerà attendere l'età vittoriana e le reazioni di Macaulay nel 1843, e soprattutto di Hiram Stanley nel 1897 per trovare un'analisi del personaggio di Fanny, considerata da quest'ultimo come «così assolutamente e deliziosamente femminile nei suoi sentimenti, nei suoi modi e nella sua intelligenza e, da ogni punto di vista, l'affascinante rivelazione di una femminilità che sta per sbocciare», una visione della femminilità totalmente in accordo con l'immagine della donna nella sua epoca che, per lui, è normale che piaccia a menti maschili come Guizot, Whately o Coleridge, mentre le donne trovano che «riveli troppo dei loro segreti». In Francia, Léon Boucher, che apprezza particolarmente Mansfield Park, nel 1878 considera Fanny come un'«amabile Cenerentola divenuta progressivamente necessaria a tutti» e i critici letterari Kate e Paul Rague affermano nel 1914 che «Fanny Price, Emma Woodhouse e Anne Elliot sono tre deliziose creazioni che niente può superare nel romanzo moderno».

#### Giudizi e interpretazioni attuali
Ma, con il crescere del movimento femminista nel XX secolo, si è cominciato a denigrare Fanny, trovandola troppo virtuosa, troppo benpensante, troppo timida, o addirittura bigotta e ipocrita. Kingsley Amis, in un saggio intitolato What Became of Jane Austen? (1968), arriva a considerarla «un mostro di boria e orgoglio». Una lettura post-coloniale di Mansfield Park, come quella di Moira Ferguson, interpreta Fanny come una specie di schiava la cui condizione vede un miglioramento, ma che non raggiunge l'emancipazione. Ruth Vanita, che insegnava lettera inglese a delle studentesse indiane negli anni 1990 suppone che esse non potevano amare Fanny perché troppo sottomessa, troppo devota, troppo simile a loro.
Nell'insieme, la capacità di resistenza di Fanny è stata sottovalutata, a volte ignorata, come la «modernità» rappresentata dalla sua sensibilità romantica, il suo interesse per il passato, per la contemplazione delle stelle, i poeti umanisti e contraria alla schiavitù, portando i critici a cercare corrispondenze con la personalità stessa di Jane Austen, ricordando che lei stessa ha dichiarato di scrivere per dei lettori perspicaci, che devono essere abbastanza colti da non fermarsi alla visione superficiale delle cose.
Nina Auerbach arriva a vedere in Fanny un personaggio che non è fatto per essere amato, un affascinante creatura che vive come un'ombra silenziosa e critica in un mondo imperfetto e mutevole, una senza-famiglia che, come la creatura creata da Mary Shelley aspira a trovare l'anima gemella. Si sottolinea anche che Fanny, contrariamente agli altri personaggi che seguono le regole e i dettami della società dell'epoca, manifesti una volontà individuale, una libertà interiore, che la fa resistere all'abuso del potere maschile e all'indifferenza femminile e che possiamo considerare la sua distinta riservatezza come una maschera: dietro un comportamento conservatore, trionfa un'attitudine radicale.

### Un femminismo latente?

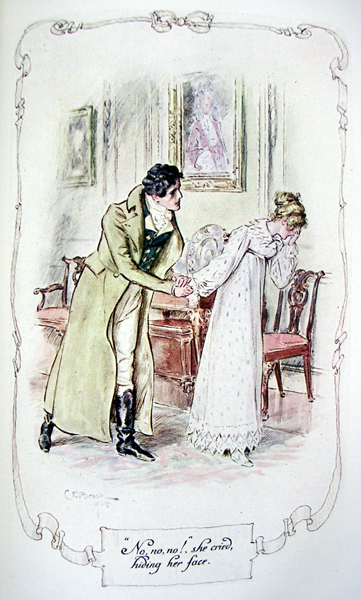
Fanny, che l'ha visto corteggiare le sue cugine, non può credere che Henry Crawford sia sinceramente innamorato di lei.

Jane Austen afferma, in una lettera alla nipote preferita Fanny Knight: «Il ritratto della perfezione mi disgusta e mi rende cattiva). La narratrice extra-diegetica, mostrando apertamente il suo affetto per la sua Fanny, non si nega il piacere di ironizzare con leggerezza su questo angelo di perfezione: sottolinea insistentemente la sua timidezza patologica, il suo carattere ansioso e timoroso, la sua insicurezza, le sue parole che la spingono al limite dello svenimento, le lacrime facili, la voce tremante, morente, esitante. Ne fa un piccolo topo furtivo che, quando osa prendere la parola, trema e arrossisce della sua stessa audacia, non ride praticamente mai, sorride appena, e vive gli eventi in modo troppo drammatico.
Ma fa di lei anche una giovane persona che legge, riflette, medita, si fa delle domande, tutte attività giudicate essenziali a quel tempo solo per gli uomini e che le sue cugine non praticano, e che non giudica se non dopo mature riflessioni. I versi del poema di William Cowper Tirocinium; or, a Review of Schools, evocano la nostalgia per un collegiale lontano da lui: «With what intense desire he wants his home», che Fanny cita quando è a Portsmouth, lo applica a se stessa, ripetendosi «quanto fortemente aveva bisogno di sentirsi a casa sua». Se Tirocinium critica le scuole che non preparavano i giovani a diventare adulti integri e di buone maniere, e raccomanda un'educazione a casa seguita da un padre nello stesso tempo amico e tutore, Mansfield Park allarga la riflessione di Cowper alle ragazze, che hanno, tanto quanto i maschi, secondo Jane Austen, il bisogno di esercitare e coltivare la loro mente.
Fanny porta il nome di un personaggio di George Crabbe, quel clergyman poeta di cui Jane Austen ammirava le opere e del quale avrebbe voluto essere la sposa. Si può intuire che non abbia dato quel nome alla sua eroina per scherzo, ma che aveva invece intenzione di metterla sotto il patrocinio dell'autore di The Parish Register (1807). Il narratore fittizio di questo poema, un curato di campagna, riferisce senza pathos, senza inutili intenerimenti, gli eventi che contrassegnano la vita dei suoi umili parrocchiani: nascite, matrimoni, morti, in una sorta di «confessioni a bassa voce che raggiungono il patetico attraverso la rivelazione diretta ti tante umili miserie».
Nonostante il suo senso del dovere nei riguardi dello zio, Fanny sceglie di «dire la verità», affermando che una donna ha il diritto di non innamorarsi automaticamente di un uomo che dice di amarla, e che lei non può sposare un uomo che «non può amare abbastanza da sposare». Diffidando così del potere patriarcale di Sir Thomas, si rifiuta di fingere di provare dei sentimenti quando solo considerazioni materiali e finanziarie rendono desiderabile quel matrimonio. Con serietà e determinazione afferma che le donne hanno il diritto di scegliere il proprio compagno. Anche se riconosce alcune qualità a Henry Crawford («È più sicuro di se stesso di Edmund, ha più giudizio di Thomas, più talento e buon gusto di Mr Yates»), lei non può fidarsi di quest'uomo troppo desideroso di sedurre e che lei considera essere prima di tutto un eccellente attore.
Il matrimonio di Fanny e di Edmund, basato sui ricordi e sui piaceri condivisi, gli interessi in comune, la fiducia e il rispetto reciproci, un affetto durevole, è invece presentato come il modello ideale di vita coniugale. L'affetto profondo di Fanny per Edmund evolve insieme alla sua stima e alla sua gratitudine, due sentimenti che Jane Austen considera come il fondamento di un amore duraturo ed Edmund scopre che «il suo affetto caldo e fraterno per lui potrebbe essere una base sufficiente per un matrimonio felice». L'autrice non prova alcun bisogno di presentare il tempo del fidanzamento come in Orgoglio e pregiudizio, o i primi tempi della vita coniugale dei protagonisti, come in Ragione e sentimento, avendoli già concesso l'uno all'altro: («Con tanto vero merito e vero amore e nessuna mancanza di messi o di amici, la felicità dei cugini-sposi deve apparirci tanto sicura quanto può esserlo la felicità umana»).

## Eredità del personaggio
Vengono interpretate due versioni di Fanny Price: quella di Frances O'Connor, in Mansfield Park, film femminista di Patricia Rozema, uscito nel 1999 e quella di Billie Piper in Mansfield Park, film per la tv di 94 minuti trasmesso nel 2007 su ITV. Entrambe le versioni sono sceneggiate da donne, ma, benché entrambe abbiano giudicato indispensabile di modernizzare Fanny e di farne un'eroina attiva, viva e attraente, gli orientamenti sono diversi.

### Mansfield Park1999 e leGirl Power
Articolo collegato: Mansfield Park di Patricia Rozema.
La Fanny di Patricia Rozema rientra nel movimento femminista del Girl Power, all'epoca rivendicato dalle Spice Girls, e domina tutto il film, in quanto è proprio la sua voce, in sottofondo, che legge dei passaggi del suo diario e, a volte, si rivolge direttamente alla camera (e di conseguenza allo spettatore). È una giovane ragazza intrepida e spiritosa, a volte cinica, dalla forte personalità, che resta in disparte non per leggere e riflettere, ma per scrivere. Tiene il suo diario (ispirato alle lettere di Jane Austen, e alle Juvenilia) per scappare dalla sua situazione, confinata prima a Portsmouth poi a Mansfield Park, dove scrive anche una Storia dell'Inghilterra. Acquisisce inoltre una coscienza politica scoprendo il comportamento di suo zio nei confronti degli schiavi di Antigua e diventa giudice della società che la circonda.

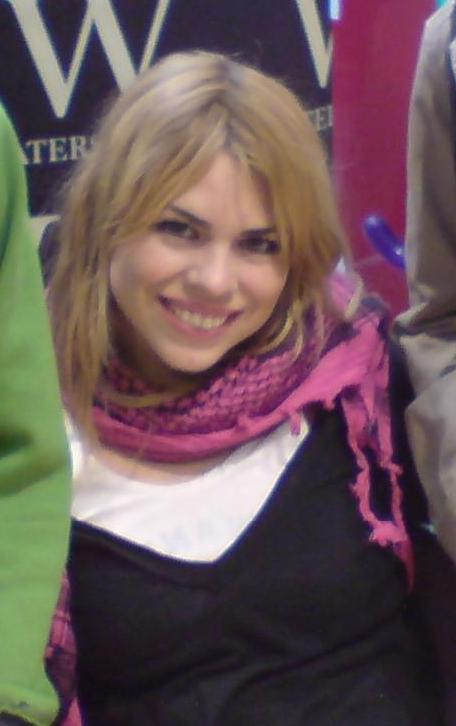
Billie Piper, interpreta Fanny Price nel 2007.

A Portsmouth, è abbastanza demoralizzata da accettare in un primo tempo Henry Crawford, che non è cinico, anche se lei lo considera un «debosciato» e un «attore», e sembra veramente innamorato. È vivace e spiritosa come la conturbante e ambigua Mary Crawford che le insegna a usare la sua femminilità per riconquistare Edmund. Dimostra la sua volontà di liberarsi dal potere maschile e s'impone poco a poco come donna indipendente, che alla fine lascia Mansfield Park insieme a Edmund, senza rimpianti, quando la dimora cade in rovina e i suoi abitanti si chiudono in un silenzio di tomba.

### Mansfield Park2007
Il film tv rientra nel women's film, un genere di film rivolto a un pubblico essenzialmente femminile: l'intrigo sentimentale tra Edmund e Fanny prende il sopravvento sulla questione sociale ed è il motore della storia. Billie Piper è una Fanny vivace e piuttosto in carne, che scende le scale a quattro gradini per volta, gioca a badminton, spinge il suo cavallo al galoppo e fa delle piccole avances a Edmund. È una ragazza «al naturale», una «donna-bambina» in contrasto con Maria Bertram e Mary Crawford, entrambe troppo sofisticate.
Modernizzata nell'aspetto, nel comportamento e nell'apparenza, con i suoi capelli al vento, gli scoppi di risa e le reazioni infantili, è comunque una ragazza seria e dall'alta moralità, come nel romanzo, ma non è né timida, né convinta di essere insignificante. Anzi, esprime la propria opinione e risponde con insolenza alle osservazioni di sua zia Norris. Giustifica la sua reticenza a non recitare non per delle ragioni morali (difficilmente comprensibile per il pubblico odierno) ma perché non se ne sente capace. Rifiuta Crawford solo perché non crede che lui l'ami seriamente e perché «l'ha già visto fare tutto questo», e perché lei ama Edmund. Se si mostra imperturbabile ostinata, è perché sa che le sue decisioni sono giuste, ma questo non sembra richiederle l'impegno e il coraggio del personaggio originale.